# Via Sistina (cheval)
Via Sistina (2018- ) est un cheval de course qui participe aux courses hippiques de plat.

## Carrière de courses
Élevée en Irlande, Via Sistina ne déchaîne pas les passions lorsqu'elle pénètre sur le ring de Tattersalls : 5 000 guinées – environ 6 000 €, un prix dérisoire pour une yearling issue d'un croisement Fastnet Rock sur une fille de Galileo –, suffisent à emporter la pouliche. Son heureux propriétaire expliquera qu'il y avait peu de monde autour du ring lorsqu'elle s'est présentée, et que ses deux vendeurs associés n'ont pas trouvé d'entente pour l'acheter. Heureuses circonstances. Mais Via Sistina est grande, et tardive : elle débute au mois de mai de ses 3 ans, dans un petit maiden disputé sur le champêtre hippodrome de Thirsk, avant de faire impression à Goodwood. Son entourage, visiblement très confiant dans le potentiel de la pouliche, l'envoie en France courir un groupe 2, le Prix de Malleret. L'expédition est présomptueuse, ou à tout le moins prématurée : Via Sistina n'existe pas dans la course, et termine dernière. À l'automne, on l'aligne plus sagement au départ d'un handicap, qu'elle survole, mais termine sa saison par un nouvel échec à un niveau intermédiaire, dans une Listed. 
En 2022, Via Sistina manque la première partie de saison et revient discrètement à la fin de l'été. Après que son entraîneur, Joseph Tuite, a cessé sa carrière, la jument rejoint les boxes du jeune George Boughey, qui lui fait franchir un cap : une bonne deuxième place dans les Pride Stakes, puis un premier succès de groupe, avec la manière, dans le Prix Fille de l'Air à Toulouse en fin d'année. À 5 ans, Via Sistina est toute neuve, et enfin prête à donner sa pleine mesure. Elle écrase pour sa rentrée ses concurrents dans les Dahlia Stakes, laissant le bon Al Husn à six longueurs, puis trouve la consécration au niveau suprême des groupe 1 dans les Pretty Polly Stakes, en Irlande, avant de confirmer son changement de dimension : troisième de la championne Nashwa dans les Falmouth Stakes, elle échoue à un nez d'une autre championne, Mqse de Sévigné, à Deauville dans le Prix Jean Romanet avant de prendre le premier accessit des Champion Stakes, le grand rendez-vous d'automne en Angleterre.
Cette fois, il y a beaucoup de monde lorsque Via Sistina repasse sur le ring de Tattersalls. Beaucoup de monde, et de riches Australiens qui cherchent à donner à de bons chevaux européens une seconde carrière dans l'hémisphère sud : Yu Long Investments pose une enchère à 2,7 millions de guinées (plus de 3 millions d'euros) et emporte la jument, qu'ils confient à Chris Waller, l'entraîneur de la légendaire Winx. De l'autre côté du monde, Via Sistina s'adapte parfaitement aux courses australiennes et s'impose dès sa première sortie dans les Ranvet Stakes, devançant la Française Place du Carrousel, avant de s'avouer vaincue face à Pride of Jenni, le cheval de l'année en Australie.  
Mais le meilleur est à venir : au cours de la saison 2024/2025, Via Sistina s'impose comme la meilleure jument de l'hémisphère sud, et finalement la meilleure jument du monde au petit jeu des rating. Elle accumule les groupe 1 : Winx Stakes, Turnbull Stakes, Cox Plate, Australian Champions Stakes, Verry Elleegant Stakes, un doublé dans les Ranvet Stakes et les Queen Elizabeth Stakes. Certes les groupe 1 australiens sont nombreux, peut-être un peu trop, mais ce n'est pas un palmarès au rabais : le Cox Plate et les Winx Stakes sont classés neuvième et dixième meilleures courses de l'année dans le monde par la FIAH. Dans le Cox Plate, Via Sistina obtient un rating de 127, le troisième plus haut rating mondial de l'année. Ce qui fait d'elle, officiellement, la meilleure jument du monde en 2024. Sa saison 2024/2025 s'achève en apothéose, avec trois victoires de rang, ce qui lui permet d'égaler le record de groupe 1 gagnés en une saison, sept, établi par la légende Winx. Et de s'assurer, sans suspens, du titre de cheval de l'année en Australie. 

### Résumé de carrière
| Date               | Hippodrome    | Pays        | Course                      | Statut      | Distance    | Jockey         | Place       | Écart       | Vainqueur ou deuxième |
| 2021, 3 ans        | 2021, 3 ans   | 2021, 3 ans | 2021, 3 ans                 | 2021, 3 ans | 2021, 3 ans | 2021, 3 ans    | 2021, 3 ans | 2021, 3 ans | 2021, 3 ans           |
| ------------------ | ------------- | ----------- | --------------------------- | ----------- | ----------- | -------------- | ----------- | ----------- | --------------------- |
| 1er mai            | Thirsk        | Royaume-Uni | Maiden Stakes               |             | 1 400 m     | Sam James      | 3e / 12     | 2 ¾         | Elvrika               |
| 22 mai             | Goodwood      | Royaume-Uni | Novice Stakes               |             | 2 000 m     | Jim Crowley    | 1er / 5     | 5 ½         | Chiasma               |
| 14 juillet         | Longchamp     | France      | Prix de Malleret            | Gr. 2       | 2 400 m     | William Buick  | 10e / 10    | 8 ½         | Babylone              |
| 2 octobre          | Newmarket     | Royaume-Uni | Handicap                    |             | 2 000 m     | Jamie Spencer  | 1er / 14    | 4           | Swoon                 |
| 6 juin             | Doncaster     | Royaume-Uni | Gillies Fillies' Stakes     | Listed      | 2 000 m     | Jamie Spencer  | 13e / 18    | 19 ½        | Vesela                |
| 2022, 4 ans        |               |             |                             |             |             |                |             |             |                       |
| 27 août            | Windsor       | Royaume-Uni | Winter Hill Stakes          | Gr. 3       | 2 000 m     | Dane O'Neill   | 4e / 6      | 6 ½         | Regal Reality         |
| 7 octobre          | Newmarket     | Royaume-Uni | Pride Stakes                | Gr. 3       | 2 000 m     | Jamie Spencer  | 2e / 13     | encolure    | Creative Flair        |
| 11 novembre        | Toulouse      | France      | Prix Fille de l'Air         | Gr. 3       | 2 100 m     | Jamie Spencer  | 1er / 11    | 1/2         | Winema                |
| 2023, 5 ans        |               |             |                             |             |             |                |             |             |                       |
| 7 mai              | Newmarket     | Royaume-Uni | Dahlia Stakes               | Gr. 2       | 1 800 m     | Jamie Spencer  | 1er / 9     | 6           | Al Husn               |
| 1er juillet        | Curragh       | Irlande     | Pretty Polly Stakes         | Gr. 1       | 2 000 m     | Jamie Spencer  | 1er / 9     | 2           | Stay Alert            |
| 14 juillet         | Newmarket     | Royaume-Uni | Falmouth Stakes             | Gr. 1       | 1 600 m     | Jamie Spencer  | 3e / 8      | 6 ½         | Nashwa                |
| 20 août            | Deauville     | France      | Prix Jean Romanet           | Gr. 1       | 2 000 m     | Jamie Spencer  | 2e / 8      | nez         | Mqse de Sévigné       |
| 21 octobre         | Ascot         | Royaume-Uni | Champion Stakes             | Gr. 1       | 2 000 m     | Oisin Murphy   | 2e / 8      | 3/4         | King of Steel         |
| 2023/2024, 5/6 ans |               |             |                             |             |             |                |             |             |                       |
| 23 mars            | Rosehill      | Australie   | Ranvet Stakes               | Gr. 1       | 2 000 m     | James McDonald | 1er / 6     | 1 ¼         | Place du Carrousel    |
| 13 avril           | Randwick      | Australie   | Queen Elizabeth Stakes      | Gr. 1       | 2 000 m     | James McDonald | 2e / 9      | 6 ½         | Pride of Jenni        |
| 2024/2025, 6/7 ans |               |             |                             |             |             |                |             |             |                       |
| 24 août            | Randwick      | Australie   | Winx Stakes                 | Gr. 1       | 1 400 m     | Kerrin McEvoy  | 1er / 12    | nez         | Zougotcha             |
| 14 septembre       | Flemington    | Australie   | Makybe Diva Stakes          | Gr. 1       | 1 600 m     | James McDonald | 5e / 8      | 6 ½         | Mr Brightside         |
| 5 octobre          | Fremington    | Australie   | Turnbull Stakes             | Gr. 1       | 2 000 m     | Damian Lane    | 1er / 16    | tête        | Buckaroo              |
| 26 octobre         | Moonee Valley | Australie   | Cox Plate                   | Gr. 1       | 2 000 m     | James McDonald | 1er / 9     | 8           | Prognosis             |
| 9 novembre         | Flemington    | Australie   | Australian Champions Stakes | Gr. 1       | 2 000 m     | James McDonald | 1er / 11    | 2 ¾         | Atishu                |
| 15 février         | Randwick      | Australie   | Apollo Stakes               | Gr. 2       | 1 400 m     | Kerrin McEvoy  | 3e / 8      | 1           | Fangirl               |
| 1er mars           | Randwick      | Australie   | Verry Elleegant Stakes      | Gr. 1       | 1 600 m     | James McDonald | 1er / 8     | encolure    | Fangirl               |
| 22 mars            | Rosehill      | Australie   | Ranvet Stakes               | Gr. 1       | 2 000 m     | James McDonald | 1er / 6     | 1 ½         | Lindermann            |
| 12 avril           | Randwick      | Australie   | Queen Elizabeth Stakes      | Gr. 1       | 2 000 m     | James McDonald | 1er / 13    | 1 ¾         | Dubai Honour          |

## Origines
Via Sistina était prédestinée à briller en Australie en tant que fille de Fastnet Rock, le grand étalon australien qui, un temps, a fait la navette entre les haras irlandais et australiens de l'empire Coolmore. Fastnet Rock, dont le prix de saillie a culminé à 275 000 dollars australiens, a remporté deux titres de tête des liste des étalons en Australie et donné pas moins d'une quarantaine de vainqueurs de groupe 1, essentiellement en Australie mais aussi en Europe. 
Nigh, la mère de Via Sistina, n'a pas couru. Mais elle est une fille de l'illustrissime Galileo. D'abord poulinière en France, elle a rejoint l'Irlande pour 175 000 € mais, outre Via Sistina, elle n'a donné que des produits atteints de lenteur. La deuxième mère, Native Force, a eu le droit de faire connaissance avec Galileo après avoir donné l'excellent sprinter Kingsgate Native (par Mujadil), vainqueur des Nunthorpe Stakes à 2 ans et des Golden Jubilee Stakes, deuxième du Prix de l'Abbaye de Longchamp, dont la carrière d'étalon a tourné court pour cause d'infertilité, a été castré, est revenu à la compétition et a terminé sa carrière à 11 ans, trouvant le moyen d'ajouter un groupe 2 à son palmarès !

### Pedigree
| Origines de Via Sistina (IRE), jument baie née en 2018 | Origines de Via Sistina (IRE), jument baie née en 2018 | Origines de Via Sistina (IRE), jument baie née en 2018 | Origines de Via Sistina (IRE), jument baie née en 2018 |
| ------------------------------------------------------ | ------------------------------------------------------ | ------------------------------------------------------ | ------------------------------------------------------ |
| Père Fastnet Rock                                      | Danehill                                               | Danzig                                                 | Northern Dancer                                        |
| Père Fastnet Rock                                      | Danehill                                               | Danzig                                                 | Pas de Nom                                             |
| Père Fastnet Rock                                      | Danehill                                               | Razyana                                                | His Majesty                                            |
| Père Fastnet Rock                                      | Danehill                                               | Razyana                                                | Spring Adieu                                           |
| Père Fastnet Rock                                      | Piccadilly Circus                                      | Royal Academy                                          | Nijinsky                                               |
| Père Fastnet Rock                                      | Piccadilly Circus                                      | Royal Academy                                          | Crimson Saint                                          |
| Père Fastnet Rock                                      | Piccadilly Circus                                      | Gatana                                                 | Marauding                                              |
| Père Fastnet Rock                                      | Piccadilly Circus                                      | Gatana                                                 | Twigalae                                               |
| Mère Nigh                                              | Galileo                                                | Sadler's Wells                                         | Northern Dancer                                        |
| Mère Nigh                                              | Galileo                                                | Sadler's Wells                                         | Fairy Bridge                                           |
| Mère Nigh                                              | Galileo                                                | Urban Sea                                              | Miswaki                                                |
| Mère Nigh                                              | Galileo                                                | Urban Sea                                              | Allegretta                                             |
| Mère Nigh                                              | Native Force                                           | Indian Ridge                                           | Ahonoora                                               |
| Mère Nigh                                              | Native Force                                           | Indian Ridge                                           | Hillbrow                                               |
| Mère Nigh                                              | Native Force                                           | La Pellegrina                                          | Be My Guest                                            |
| Mère Nigh                                              | Native Force                                           | La Pellegrina                                          | Spanish Habit (famille 1-t)                            |